# Ana Vilenica
Ana Vilenica (Rijeka, 16. srpnja 1978.) je hrvatska kazališna, televizijska i filmska glumica.

## Filmografija

### Televizijske uloge
- "Prava žena" kao Patricija Tomić (2016. – 2017.)
- "Mišo i Robin" kao Robin (2016.-2021.)
- "Kud puklo da puklo" kao Vlatka (2015. – 2016.)
- "Dnevnik plavuše" kao Lara Horvat (2010. – 2011.)
- "Dolina sunca" kao Eva Kralj (2009. – 2010.)
- "Mamutica" kao Irena (2009.)
- "Ponos Ratkajevih" kao Charlotte "Lotte" Walkovski Ratkaj (2007. – 2008.)

### Filmske uloge
- "Kroz pakao" kao Ana (2022.)
- "Riba ribi grize rep" kao majka (2022.)
- "Slučajna raskoš prozirnog vodenog rebusa" (glas) (2020.)
- "Uzbuna na Zelenom vrhu" kao Emičina mama (2017.)
- "Zelena staza" kao majka (2014.)
- "Lea i Darija" kao Leina razrednica (2011.)
- "U mojoj glavi anđeo" (2010.)
- "Dijete" (2009.)
- "Outlanders" kao tajnica (2007.)
- "Duh u močvari" kao konobarica Maca (2006.)
- "Žena mušketir" (La Femme Musketeer) kao Corrine (2004.)
- "Poklon za Sanju" (2004.)
- "Gori vatra" kao Azra (2003.)
- "Prvo smrtno iskustvo" kao Alisa Dedović (2001.)

### Sinkronizacija
- "UglyDolls" kao Lydia (2019.)
- "Lego Batman Film" kao Phyllis (2017.)
- "Vau vau zvijezda" kao Darma (2017.)
- "Ledeno doba: Veliki udar" kao Franciska (2016.)
- "Tajni život ljubimaca, 2" kao Katie (2016. i 2019.)
- "Čuvari šume: Tajanstveni svijet" kao Maja Katarina (2013.)
- "Gnomeo i Julija" kao Julija (2011.)
- "Svemirska avantura" kao Belka (2010.)

## Vanjske poveznice
- Ana Vilenica u internetskoj bazi filmova IMDb-u (engl.)